# Josef Freienstein

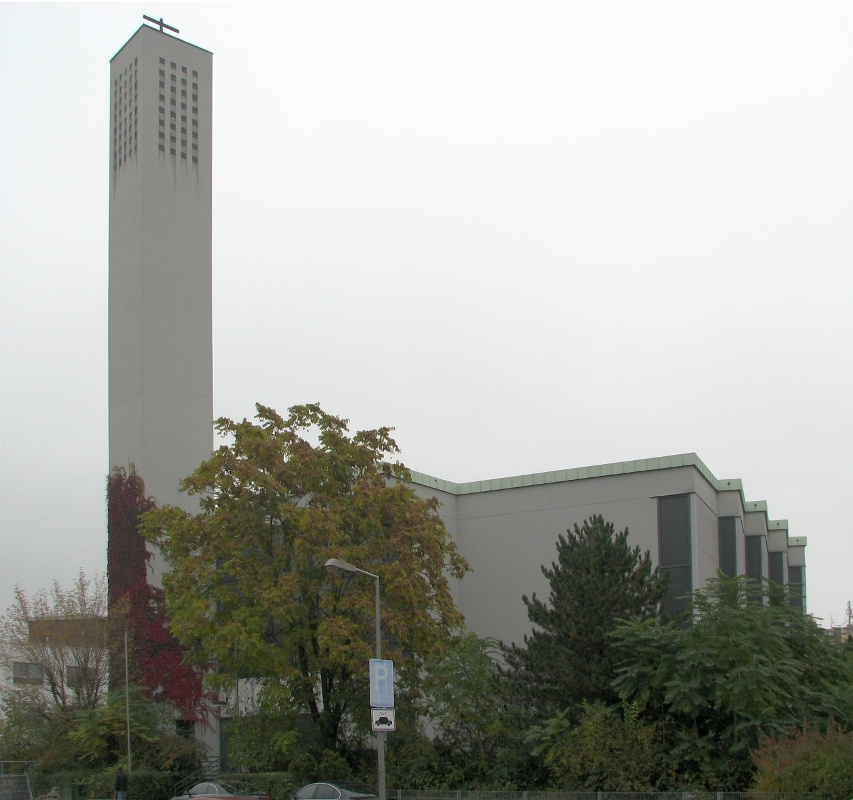
St. Bernhard in Mannheim

Josef Freienstein (* 2. Juli 1920 in Marborn; † Dezember 1985) war ein deutscher Architekt und Kommunalpolitiker (CDU).
Freienstein wurde als Sohn eines Bauführers und Gemeindevertreters im hessischen Marborn geboren, das heute zur Stadt Steinau an der Straße gehört. Nach der Volksschule besuchte er die Realschule in Marborn und Kassel und absolvierte bis 1939 eine Lehre zum Industriekaufmann. Im Zweiten Weltkrieg wurde er zum Kriegsdienst eingezogen und geriet in Kriegsgefangenschaft. Danach absolvierte er eine Maurerlehre und studierte an der Staatsbauschule Idstein und der Staatsbauschule Frankfurt am Main. 1949 absolvierte er die Abschlussprüfung. Anschließend war er als Architekt angestellt und studierte aufbauend an der Technischen Hochschule Karlsruhe. 1953 ließ er sich als freier Architekt in Mannheim nieder. Er wurde in den Bund Deutscher Architekten (BDA) berufen.
Von 1946 bis 1978 war Freienstein Mitglied der CDU. Er führte den Ortsverband in Mannheim-Lindenhof und die CDU-Mittelstandsvereinigung Mannheim. Darüber hinaus war er Mitglied des Mannheimer CDU-Kreisvorstands und des Landesvorstands der CDU-Mittelstandsvereinigung. Von 1959 bis 1965 war er Sprecher der CDU im Bezirksbeirat Mannheim-Lindenhof und anschließend bis 1980 Mitglied des Mannheimer Gemeinderats. 1979 gründete er die Christlich-Soziale Vereinigung und wurde ihr Vorsitzender.
Gesellschaftlich engagierte er sich unter anderem als Stadtprinz 1961 in der Mannheimer Fasnacht und im Gesamtstiftungsrat des Mannheimer Stadtdekanats. Freienstein war verheiratet und hatte zwei Kinder.
Zu seinen Werken zählen das Lager- und Verwaltungshaus Ferd. Schulze in Mannheim-Neckarau (1955), das Caritasheim Maria Frieden in Mannheim-Neckarstadt-Ost (1958), der Kindergarten und die Kirche St. Bernhard in Mannheim-Neckarstadt-Ost (1961) und das Verwaltungsgebäude der Stadtkasse in Mannheim-Innenstadt (1966).